# Jardin d'immeubles Rosny-Aîné
Le jardin  d'immmeubles Rosny-Aîné est un espace vert du 13e arrondissement de Paris, en France.

## Situation et accès
Le site est accessible par la rue Paul-Bourget.
Il est desservi par la ligne 7 à la station Porte d'Italie.

## Origine du nom
Il porte le nom de l’écrivain franco-belge J.-H. Rosny aîné (1856-1940), précurseur de la science-fiction.

## Historique
Le jardin est créé en 1963.